# Gullah Tales
Gullah Tales ist ein US-amerikanisch-kanadischer Kurzfilm von Gary Moss aus dem Jahr 1988.

## Handlung
Eine Sklavenplantage in South Carolina im Jahr 1830: Mama Nancy, eine alte Sklavin, erzählt den Kindern der Plantage Geschichten. Nach einer Geschichte um Buh (= Bruder) Rabbit und Buh Whale, in der der Hase den Wal mithilfe eines Elefanten hereinlegt, holt die Gouvernante zwei weiße Kinder der Plantagenbesitzer ab, die sich unter die Zuhörer gemischt hatten. Sie ermahnt Mama Nancy, den Kindern keine Flausen in den Kopf zu setzen. Mama Nancy erzählt eine zweite Geschichte:
Sklave John ist als stärkster Kämpfer seines Herrn Mr. Hayes bekannt. Daher soll er Hayes helfen, eine Plantage zu bekommen, die er schon lange haben wollte. Der Inhaber der Plantage hat zugestimmt, sein Land an Hayes zu verschenken, sollte sein bester Sklave seinen besten Sklaven besiegen können. John stimmt zu, gegen den besten Sklaven der anderen Plantage zu kämpfen. Vorher bedingt er sich das schriftliche Versprechen aus, dass er mit seiner Frau und seinen beiden Kindern anschließend freigelassen wird. Zudem will er bis zum Kampf nicht mehr arbeiten, da er sonst kaum mehr bei Kräften sei. Hayes ist verblüfft und empört, fügt sich jedoch. Am Tag des Kampfes sieht es zunächst aus, als würde John nicht erscheinen, da sich sein Gegner als nahezu unbesiegbar stark erwiesen hat. John jedoch bedient sich an Hayes’ Kleiderschrank und zieht sich vornehm mit Anzug und Hut an. Anschließend reitet er auf einem Schimmel zum Kampfplatz. Sein Auftritt sorgt bei allen Anwesenden für Aufsehen, vor allem jedoch beim anderen Sklaven. John durchstößt mit seiner Faust anschließend einen Baumstamm, den er vorher entsprechend präpariert hatte, versetzt seinem Herrn Hayes einen Tritt und küsst dessen empörte Frau. Anschließend macht er deutlich, sich nun dem Sklaven widmen zu wollen, der entsetzt das Weite sucht. Hayes hat seine zweite Plantage gewonnen und lacht über Johns Einfallsreichtum, während er noch vom Tritt seines Sklaven am Boden liegt. John wiederum ist nun ein freier Mann und schließt seine Familie in die Arme.
Mama Nancy beendet ihre Geschichte und schickt die Kinder der Plantage zu Bett.

## Produktion
Gullah Tales beruht auf alten Gullah-Märchen. Regisseur Gary Moss begann erste Arbeiten am Film 1985 und holte Charles W. Joyner als Berater zum Filmstab dazu. Joyner hatte kurz zuvor das Buch Down by the Riverside geschrieben, dessen Kapitel über Volksmärchen der Gullah-Gemeinde Moss’ besonderes Interesse geweckt hatte.
Der Film entstand 1986 für das Department of Educational Media der Georgia State University. Die Dreharbeiten fanden auf der Middleton-Place-Plantage in Charleston, South Carolina, auf der Hofwyl-Broadfield-Plantage in Brunswyck, Georgia, in Bulloch Hall, Roswell, sowie auf Sea Island, Georgia, statt. Die Kostüme schuf Laura Paris, die Filmbauten stammen von Paul Brown. Im Film sind die Georgia Sea Island Singers mit verschiedenen Liedern zu hören. Neben der Langversion des Films existiert auch eine 22-minütige Kurzversion mit nur einer erzählten Geschichte.

## Auszeichnung
Gullah Tales wurde 1989 für einen Oscar in der Kategorie „Bester Kurzfilm“ nominiert.